# إيمان بنت الحسين بن عبد الله الثاني
إيمان بنت الحسين بن عبد الله الثاني (3 أغسطس 2024 -) أميرة أردنية من مواليد العاصمة عمّان، هي الابنة البكر لولي عهد الأردن الأمير الحسين بن عبد الله الثاني والأميرة رجوة آل سيف والحفيدة الأولى للملك عبد الله الثاني بن الحسين. وهي ثالث فرد من العائلة الهاشمية يحمل هذا الاسم، حيث سبقها بالتسمية عمتها الأميرة إيمان بنت عبد الله الثاني وعمة والدها الأميرة إيمان بنت الحسين بن طلال.

## النشأة والخلفية
ولدت الأميرة إيمان في عمّان، للعائلة الملكية الهاشمية، وباعتبارها ابنة الأمير الحسين بن عبد الله الثاني والأميرة رجوة، فهي الطفل الأول للزوجين الملكيين. وقعت ولادة الأميرة في مدينة الحسين الطبية وهو نفس المكان الذي ولد فيه الأمير الحسين وباقي أبناء الملك عبدالله. وقد قام الأمير الحسين بالأذان في أذن الأميرة إيمان في الساعات الأولى بعد الولادة، اقتداء بالسنة النبوية، حسب فيديو نشره الديوان الملكي الهاشمي. وفي بيان الولادة، تمنى الأمير الحسين والأميرة رجوة على الراغبين بالتهنئة بهذه المناسبة، باستبدال إرسال الهدايا أو باقات الورود، بالتبرع لصندوق الأمان لمستقبل الأيتام، دعما للشباب والشابات الأيتام.